# Foua Toloa
Foua Toloa (... – California, 23 giugno 2015) è stato un politico neozelandese, cittadino del territorio di Tokelau.

## Biografia
Eletto faipule (capotribù) di Fakaofo, ha ricoperto per la prima volta la carica di Ulu (capo del governo, carica ricoperta per un anno a turno dai tre faipule) tra il febbraio del 2009, quando è subentrato a Pio Tuia, e il febbraio 2010.
Il suo mandato è stato caratterizzato dalla proposta di far eleggere ai cittadini di Tokelau che vivono all'estero degli osservatori al parlamento di Tokelau, in modo da far sì che anche la diaspora partecipi al futuro del paese.
Toloa fu anche critico nei confronti del primo ministro neozelandese John Key, per aver, insieme ai leader dei paesi sviluppati, anteposto le ragioni dell'economia a quelle dell'ambiente e per non esser riusciti a raggiungere un accordo significativo per la riduzione dei gas serra.